# Strzykocin (przystanek kolejowy)
Strzykocin – zlikwidowany przystanek gryfickiej kolei wąskotorowej w Strzykocinie, w województwie zachodniopomorskim, w Polsce. Przystanek został zamknięty w 1991 roku.